# La batalla de Maldon
La batalla de Maldon es el título dado a un poema de datación incierta en idioma anglosajón del que sólo se conservan 325 versos, habiéndose perdido tanto su principio como su final, que conmemora la batalla de Maldon (991), con la que los anglosajones no pudieron evitar una invasión vikinga a la isla.

## El poema
El poema está narrado completamente desde el punto de vista de los anglosajones, y en él se nombra a numerosos personajes individuales, quizá históricos según creen algunos autores, como Mitchell y Robinson.

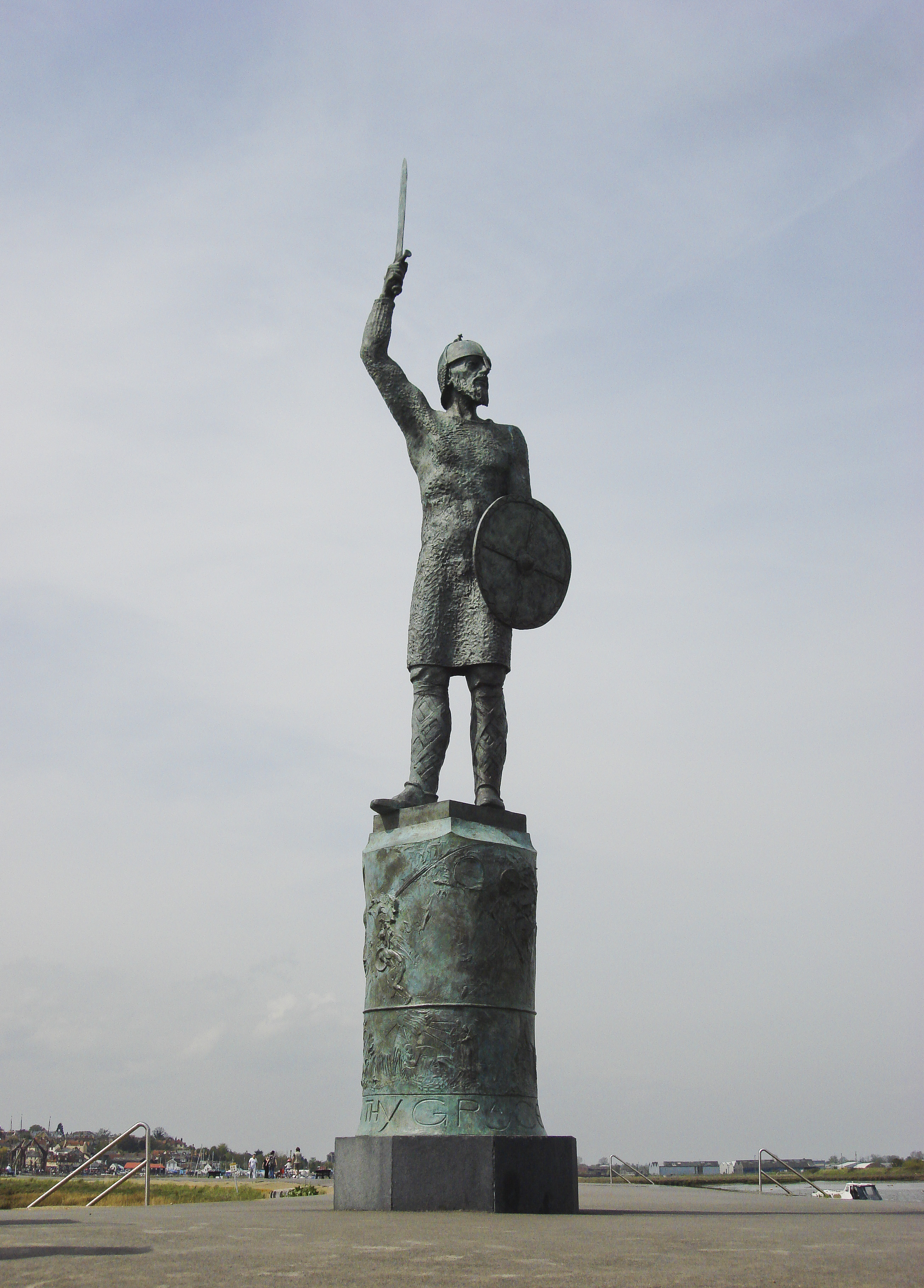
Estatua de Byrhtnoth en Maldon, que conmemora la batalla.

Mitchell y Robinson conjeturan que el primer fragmento perdido del poema debía narrar cómo Byrhtnoth, el caudillo de los anglosajones, teniendo noticia de la invasión vikinga, preparaba sus tropas y las guiaba hasta la costa. La parte conservada del poema arranca con los guerreros anglosajones desmontando para la batalla. Un mensajero vikingo ofrece la paz al ealdorman Byrhtnoth si consiente en pagar un tributo. Byrhtnoth rehúsa airado, diciendo al mensajero que luchará contra los paganos vikingos en defensa de su tierra, y de la tierra de su rey, Etelredo.  Sin embargo, por su ofermōde, Byrhtnoth permite a los vikingos pasar a tierra firme, dándoles espacio en el que luchar, en vez de mantenerles bloqueados en el istmo fácilmente defendible que unía la tierra firme con el islote en el que los vikingos habían desembarcado.

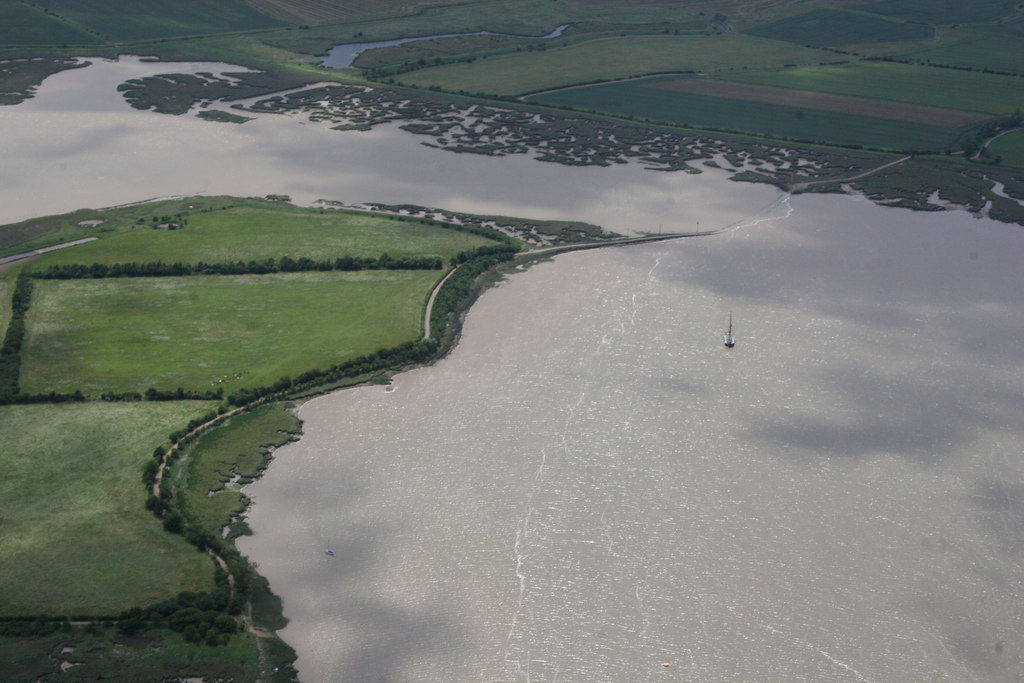
Vista aérea del campo de batalla: la isla de Northey (izquierda, abajo), islote costero en el que desembarcaron originalmente los vikingos y del istmo que lo une con tierra firme (arriba), en la que se habían apostado las tropas de Byrhtnoth.

Se describen episodios singulares de la matanza que siguió, y se narran los destinos de varios guerreros anglosajones. En particular el del propio Byrthtnoth, que muere arengando a sus soldados para que avancen, y encomendando su alma a Dios.  No todos los anglosajones disfrutan, sin embargo, de una imagen heroica: uno, llamado Godric, el hijo de Odda (aparecen dos Godric en el poema), huye de la batalla con sus hermanos y, lo que resulta aún más impropio, con el caballo de Byrhtnoth. Varios versos más tarde, un noble anglosajón llamado Offa declara que el que el caballo de Byrhtnoth (fácilmente reconocible por sus arreos) huyera, y que en la distancia pareciera que lo hacía el mismo Byrhtnoth, había sembrado el pánico entre las filas anglosajonas, y dejado a su ejército en riesgo de ser derrotado. Siguen varios pasajes en los que los guerreros anglosajones vocean desafiantes su determinación de morir con su señor, y descripciones de cómo son muertos por unos impersonales «nómadas del mar». La parte conservada del poema concluye con otro Godric desapareciendo de la vista: esta vez es el hijo de Æthelgar, avanzando sobre un grupo de vikingos y resultando muerto.

## Historia del texto
En 1731 el único manuscrito conocido del poema (al que, al igual que al texto que conocemos, le faltaban el principio y el final) fue destruido por el incendio de Ashburnham House que también dañó o destruyó otros textos de la Biblioteca Cotton. El poema ha llegado hasta hoy por una transcripción publicada por Thomas Hearne en 1726. No está claro quién hizo esta primera transcripción, realizada c. 1724, aunque unos señalan a John Elphinstone, y otros a David Casley. Tras haber sido extraviada, la transcripción original se halló en la Biblioteca Bodleiana en los años 1930.

## Fecha de composición
Mientras que está claro que la batalla de Maldon histórica tuvo lugar en agosto de 991, los eruditos modernos no se ponen de acuerdo sobre cuándo fue escrito el poema. Según algunos, el poema debió ser escrito en fecha próxima a los hechos que narra. Esta línea de pensamiento se basa en la concreción histórica y especificidad de los hechos narrados en el poema. Según Irving, la narración de unos hechos específicos contados con tal claridad solo pudo haber sido compuesta poco después de esos hechos, y antes de que la leyenda se introdujera en el poema. Aunque parezca extraño para una audiencia moderna, acostrumbrada a la «ficción realista», este es, de hecho, un argumento bastante fuerte a favor de una composición temprana. La falta de elementos legendarios parece indicar que este poema fue escrito cuando los testigos directos, o sus descendientes cercanos, podían atestiguar la validez y precisión de los hechos. 
Niles, en su ensayo «Maldon and Mythopoesis» también razona a favor de una composición temprana. Afirma que las tres referencias directas a Etelredo el Indeciso precisan una fecha temprana de composición, anterior a que el rey Etelredo se ganara su fama de ineficaz. Ese argumento se basa en el análisis del conocimiento que Byrhtnoth y el poeta no demuestran de la reputación negativa de Etelredo. Si Byrhtnoth hubiera conocido esa naturaleza de su rey, difícilmente se habría sacrificado por un rey inútil, despreciando su propia vida y la de sus hombres. Niles indica que esto no sería consistente con las acciones y afirmaciones de Byrhtnoth en el poema. Por tanto, esto indica que Byrhtnoth no conocía la naturaleza de su rey, lo que indica también que el poeta tampoco la conocía. Si la hubiera conocido, probablemente la habría mencionado en un inciso, de modo similar al que trata al cobarde de Godric cuando le introduce por primera vez en la narración.
En la posición opuesta están los eruditos que opinan que el poema debió ser escrito en una fecha más tardía. Clark argumenta contra una fecha de composición temprana, refutando los argumentos de Irving. Clark afirma la especificidad y los detalles mostrados por el poema no precisan necesariamente una fecha temprana de composición. Clark argumenta que si se aceptan la especificidad y los detalles como indicadores de que el poeta conoció los hechos por un testigo o un descendiente próximo, entonces esa persona con conocimiento directo de la historia debió haber sido «uno de los cobardes o un siervo que se perdió la batalla por una circunstancia legítima y más tarde conversó con alguno de los hombres que abandonaron a su señor». Aunque el argumento parece tener sentido, se basa más en las opiniones que en los hechos.
Sin embargo, hay mejores argumentos a favor de una composición tardía. Específicamente, analizando el vocabulario y ortografía del texto se observan indicadores significativos de que el poema tiene sus orígenes en el siglo XI en el oeste de Inglaterra, más que en el siglo X en el este del país, donde se localiza Maldon. Estos argumentos no se basan en la escritura de una o dos palabras, que pudieran haber sido mal transcritas, si no con la ortografía uniforme de palabras indicativas específicas que en el inglés medio se asocian a menudo con escritura dialectal, como sunu y swurd. Clark argumenta contra una fecha temprana de composición exponiendo las contradicciones entre las descripciones de Byrhtnoth en el poema y en el registro histórico. Según Clark, el poeta de Maldon describe a Byrhtnoth como un viejo guerrero, pero aún apto; sin embargo, en un punto posterior del poema, Byrhtnoth resulta fácilmente desarmado por un vikingo. Clark sostiene que ambas afirmaciones son contradictorias y que esa contradicción demuestra la falta de precisión histórica del poema. Clark también argumenta que el poeta no menciona la gran estatura de Byrhtnoth, ni le describe «debilitado por la edad», lo que indica que el poeta estaba alejado de los hechos, pues los registros históricos destacan la gran estatura de Byrhtnoth, lo que el poeta no habría dejado de mencionar de haberlo conocido, por su naturaleza indicativa.

## Estudio y crítica literaria
George K. Anderson dató La batalla de Maldon en el siglo X, y lamentó que parte del poema se hubiera perdido. R. K. Gordon no es tan específico, y declara que este «último gran poema anterior a la conquista normanda [...] fue aparentemente escrito poco después de la batalla», mientras que Michael J. Alexander especula que el poeta pudo incluso haber luchado en Maldon.
S. A. J. Bradley inerpreta el poema como un homenaje al puro heroísmo; nada se ganó con la batalla, más bien al contrario, no solo murió Byrhtnoth, «un siervo distinguido de la Corona y protector y benefactor de la Iglesia», sino muchos de sus hombres en la derrota, y a pesar de ello se pagó el Danegeld poco después. También ve una afirmación del espíritu nacional y de su unidad, y en los actos contrapuestos de «los dos Godric» el corazón del ethos heroico anglosajón. Mitchell y Robinson son más sucintos: «El poema trata de como los hombres se alzan cuando las cosas van mal». Varios críticos han comentado la preservación en el poema de un ideal germánico de heroísmo centenario:

Maldon es destacable (aparte del hecho de ser una obra maestra) porque muestra que el motivo más fuerte en una sociedad germánica era todavía, nueve siglos después de Tácito, una absoluta e incuestionable lealtad a su señor.
— Michael J. Alexander, The Earliest English Poems

El erudito en el campo del idioma anglosajón y escritor J. R. R. Tolkien se inspiró en este poema para escribir El regreso de Beorhtnoth, hijo de Beorhthelm, un diálogo aliterativo entre dos personajes al final de la batalla. Tolkien incluyó en la edición de su diálogo un ensayo sobre el poema original y otro sobre la palabra anglosajona ofermōde.